# Pierangelo Sequeri
Pierangelo Sequeri (Milano, 26 dicembre 1944) è un teologo, pedagogista e critico musicale italiano, già preside della Facoltà Teologica dell'Italia Settentrionale e del Pontificio istituto Giovanni Paolo II.

## Biografia
Figlio di due strumentisti (il padre era concertista di violino e la madre Jolanda Tettamanti una pianista), ha studiato a sua volta il violino diplomandosi in didattica della musica, parallelamente alla sua vocazione religiosa.
Il 28 giugno 1968 è stato ordinato presbitero, nella cattedrale di Milano, dal cardinale Giovanni Colombo.
Ha proseguito gli studi, ottenendo un diploma in biblioteconomia all'Università di Urbino, e un dottorato in teologia nel 1972.
Dal settembre 2012 è preside della Facoltà teologica dell'Italia settentrionale, dove è anche professore ordinario di teologia fondamentale; è inoltre incaricato di estetica teologica presso l'Accademia di Belle Arti di Brera. È inoltre direttore della rivista "L'ErbaMusica" (trimestrale di pedagogia speciale e cultura musicale per ragazzi).
A parte gli argomenti teologici e filosofici, i suoi studi si orientano ai temi di confine tra le scienze religiose, la filosofia, la psicologia e l'estetica.
Dal 2010 al 2014 ha fatto parte della Commissione internazionale di inchiesta su Međugorje.
Dal 15 agosto 2016, nominato da papa Francesco, è preside del Pontificio istituto Giovanni Paolo II. Il 12 giugno 2019 riceve il titolo onorifico di prelato d'onore di Sua Santità.
Dal 4 giugno 2021 è consultore del Sinodo dei vescovi.

## Musica
Il nome di Sequeri è noto all'interno della Chiesa cattolica italiana, per una serie di canzoni di ispirazione sentimentale - religiosa che ha composto e che sono molto spesso eseguite durante le messe. Tra le raccolte più note, si ricordano Symbolum '77 - Tu sei la mia vita, Symbolum '78 - E sono solo un uomo, Symbolum '80 - Oltre la memoria.
Da un punto di vista didattico, nel 1985 Sequeri ha elaborato uno speciale programma di educazione musicale, chiamato "musicoterapia pediatrica", per i bambini e ragazzi con difficoltà psichiche e mentali. Il metodo, che ottenne l'Ambrogino d'oro nel 2000, consiste nell'inserire le persone in gruppi musicali liberi, utilizzando indicazioni sugli spartiti appositamente semplificate.

## Scritti

### Opere di argomento teologico e formativo
- Ma che cos'è questo per tanta gente?, Glossa, Milano 1998;
- Il timore di Dio, Vita e Pensiero, Milano 2009, (1997);
- Senza volgersi indietro, Vita e Pensiero, Milano 2000;
- Sensibili allo spirito. Umanesimo e religione, Glossa, Milano 2001;
- La qualità spirituale, Piemme, Casale Monferrato 2001;
- L'umano alla prova. Soggetto, identità, limite, Vita e Pensiero, Milano 2002;
- Non ultima è la morte. La libertà di credere nel risorto, Glossa, Milano 2006;
- L'ombra di Pietro. Legami buoni e altre beatitudini, Vita e Pensiero, Milano 2006;
- Nominare Dio invano? Orizzonti per la teologia filosofica, Glossa, Milano 2009;
- L'oro e la paglia. Meditazioni sull'educare alla scuola della parola di Dio, Glossa, Milano 2009, (1989).
- Beati i misericordiosi, perché troveranno misericordia, Lindau, 2012.
- La cruna dell'ego. Uscire dal monoteismo del sé, Vita e Pensiero, 2017.
- Lo sguardo oltre la mascherina, Vita e Pensiero, 2020.

### Saggi di teologia
- Il Dio affidabile. Saggio di teologia fondamentale, Queriniana, Brescia 2000, (1996);
- L'idea della fede. Trattato di teologia fondamentale, Glossa, Milano, 2002.
- Il sensibile e l'inatteso. Lezioni di estetica teologica, Queriniana, Brescia 2016.
- Iscrizione e rivelazione. Il canone testuale della parola di Dio, Queriniana, Brescia 2022.
- Il grembo di Dio. Ontologia trinitaria e affezione creatrice, Città Nuova, Roma 2023.

### Raccolta delle opere presso l'editrice Vita e Pensiero 2023-
- L'umanità del Dio (Theologica vol. I), Vita e Pensiero, Milano 2023.
- L'assoluto affettivo (Theologica vol. II), Vita e Pensiero, Milano 2024.
- L'affidamento dell'io (Theologica vol. III), Vita e Pensiero, Milano 2024.
- Missione e comunità (Theologica vol. IV), Vita e Pensiero, Milano 2025.
- Le emozioni della teofania (Aesthetica vol. IX), Vita e Pensiero, Milano 2025.
- L'immaginazione del senso (Aesthetica vol. X), Vita e Pensiero, Milano 2025.
- Canone musicale del sentire (Aesthetica vol. XI), Vita e Pensiero, Milano 2024.

### Saggi di musicologia
- Divertimenti per Dio. Mozart e i teologi, Piemme, Casale Monferrato 1990 (con A. Torno);
- Estetica e teologia, Glossa, Milano 1991;
- Antiprometeo. Il teologico e il musicale, Glossa, Milano 1995;
- L'estro di Dio. Saggi di estetica, Glossa, Milano 2000;
- Giovanni Bonaldi - L'Origine tesa, Skira, Milano 2002;
- Giovanni Bonaldi - L'ospitalità dell'Arca, Silvana Editoriale, Milano 2003;
- Musica e mistica. Percorsi nella storia occidentale delle pratiche estetiche e religiose, Libreria editrice Vaticana, Città del Vaticano 2005.
- Eccetto Mozart. Una passione teologica, Glossa, Milano 2006;
- Il sublime della risonanza. L'idea spirituale della musica in Occidente, Studium, 2008.

## Discografia

### Album
- 1974 – Qui dove Tu ci chiami (Dischi ECO, ECO 579)
- 1976 – Eppure Tu sei qui (Dischi ECO, ECO 588)
- 1977 – In cerca d'autore (Rusty Records, RRS 303323)
- 1981 – E mi sorprende (Rusty Records, RRS 303328)
- 1983 – Ora che il giorno finisce (con Coro e complesso della comunità di Bibione) (Pro Civitate Christiana, PCC 0207)
- 1985 – Come un desiderio (Rusty Records, RRS 303344)

### Singoli
- 1976 – Primavera/Dopo tutto, del resto, veramente (Rusty Records, RR 111)
- 1976 – Vocazione/Io domando (Rusty Records, RR 112)
- 1977 – Symbolum '77/Un miracolo di fiori (Rusty Records, RR 119)
- 1981 – Madre io vorrei/Dolce è la sera (Rusty Records, RR 131)
- 1981 – Ma la tua parola (Symbolum '80)/Accoglimi (Rusty Records, RR 133)